# البردية
البردية أو البردي هي ميناء طبيعي صخري متوسطي ليبي في أقصى شرقي ليبيا شرق طبرق وشمال امساعد قرب الحدود الليبية المصرية. وتتميز كونها ميناء طبيعيا أو خليجا إضافة إلى لكونها موقعا رئيسيا أثناء الحرب العالمية الثانية في منطقة شمال أفريقيا.

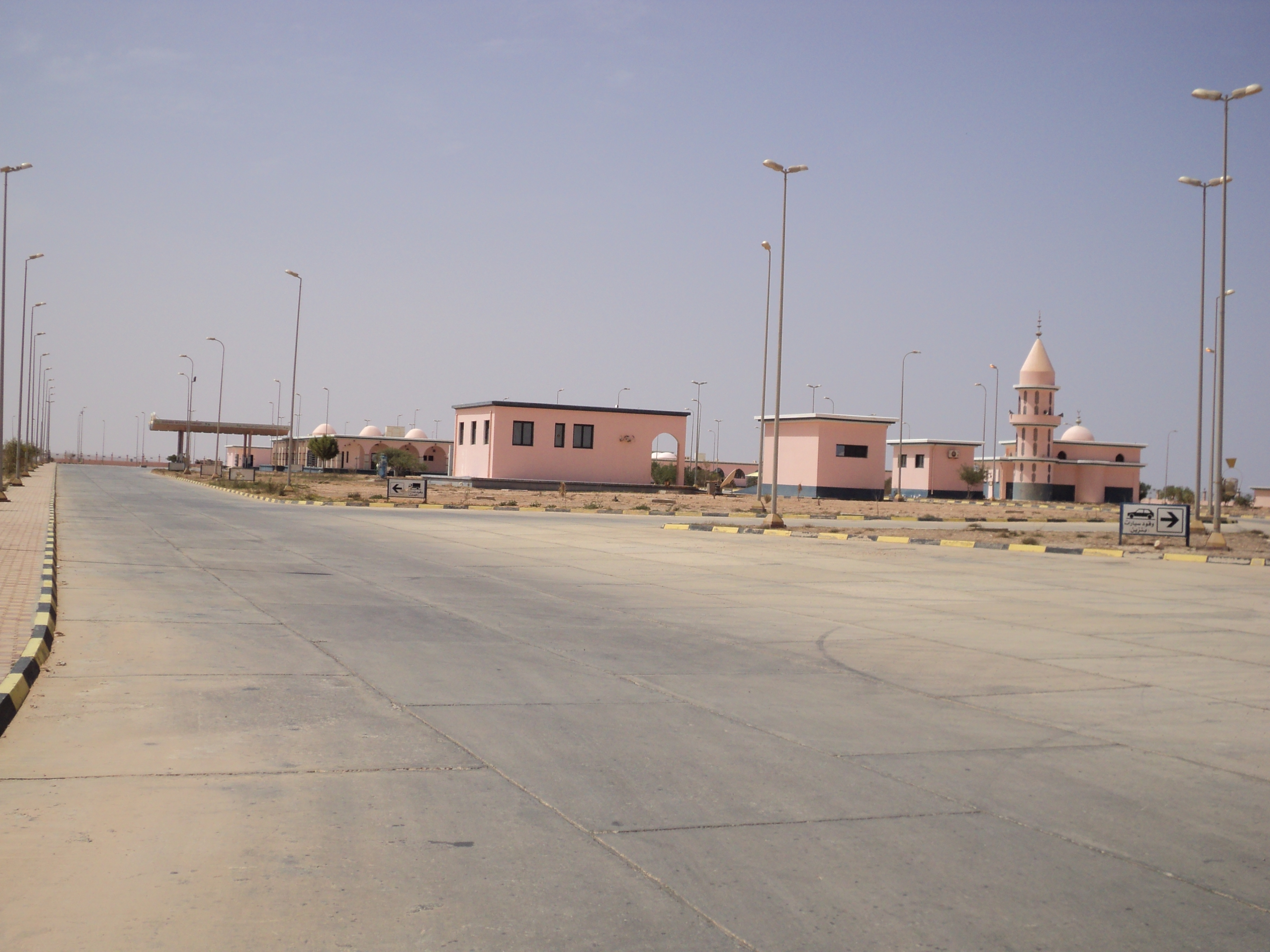
محطة وقود بالقرب من البردية

المنطقة عرفت قديما بأسماء منها «ميناء باتراخوس» و«ميناء بيتراس الكبرى». خلال الحرب العالمية الثانية كانت حصنا إيطاليا رئيسيا بقيادة الجنرال أنيبال بيغونتسولي. في 21 يونيو 1941 قصفت القرية من قبل سرب من الطرادات الحربية التابعة للأسطول المتوسطي البريطاني ومن بين تلك السفن كانت السفينة أتش أم أي سي سيدني.
تم الاستيلاء على البلدة من قبل قوات الكومنولث في عملية البوصلة (بالإنجليزية: "Operation Compass") والذي كان أغلبها مكونا من الكتيبة الأسترالية السادسة في قتال استمر بين 3-5 يناير 1941.
قامت قوات المحور باعادة السيطرة على القرية، ثم استعادها الحلفاء من قبل قوات جند المشاة في الكتيبة الجنوب الأفريقية إضافة إلى وحدات سلاح الفرسان النيوزلاندي وذلك في 2 يناير 1942.
الجنوب أفريقيون والذين كان الكثير منهم سيئي التدريب وسيئي التجهيز، قتل منهم المئات، لكن تم تحرير نحو 8000 من أسرى الحلفاء وأسر نحو 6000 من قوات المحور.
كما أنه توجد بها جدارية مميزة رسمت خلال الحرب العالمية الثانية، وتعتبر نقطة جذب للسياح وتعرف باسم جدارية البردية.

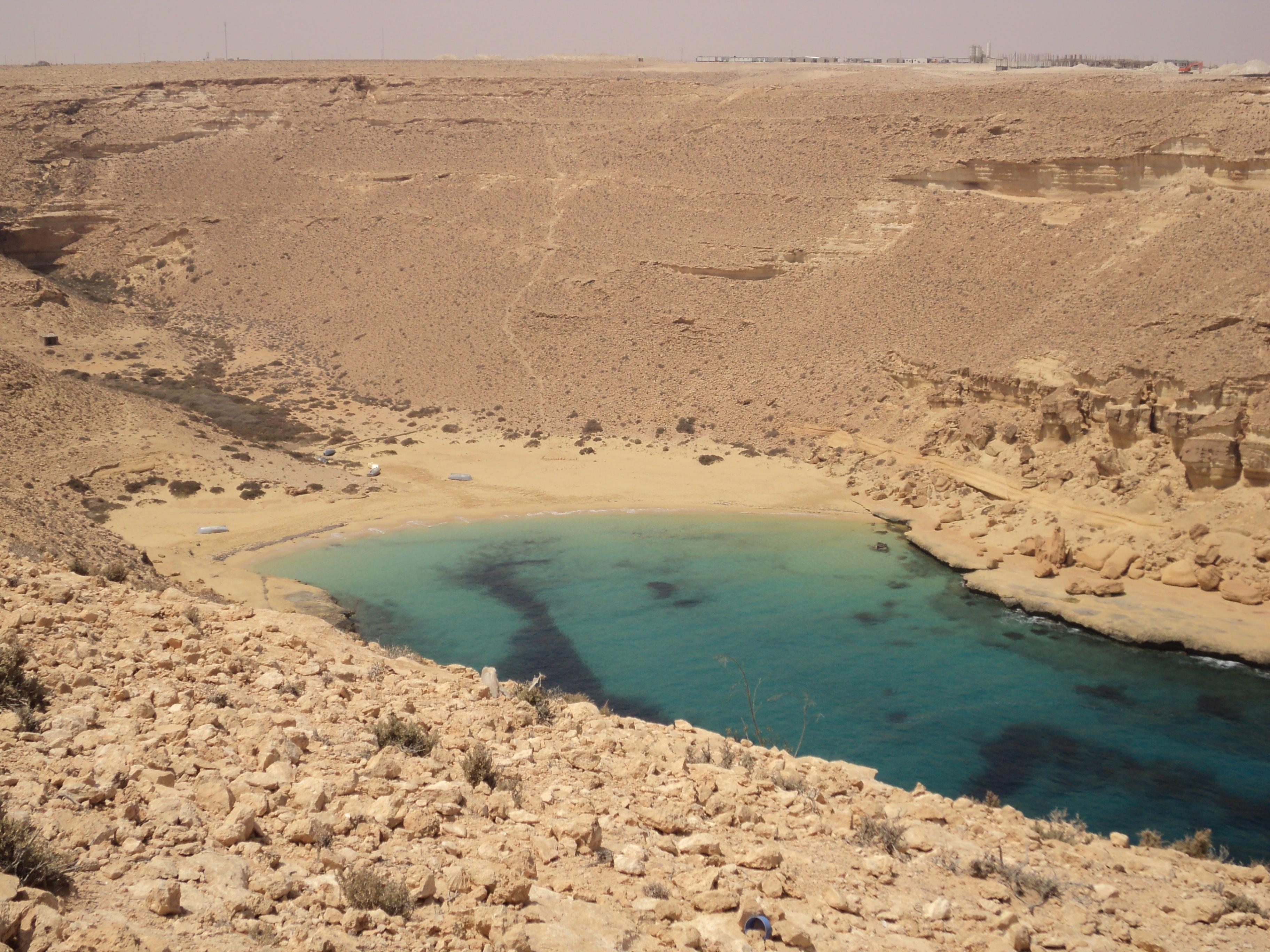
إحدى أجزاء الساحل الصخري للبردي